# Senses Fail
Senses Fail é uma banda de post-hardcore formada em 2002 em Bergen County, New Jersey. Com o albúm Renacer (2013), a banda muda radicalmente de estilo, aproximando-se do metalcore, devido a predominância de vocais guturais nos versos, contrastando com voz melódica nos refrões. Tal estilo foi mantido no albúm seguinte: Pull The Torns From Your Heart.

## Integrantes
Membros atuais
- James 'Buddy' Nielsen – vocal (2002–presente
- Gavin Caswell – baixo (2013–presente), guitarra rítmica (2016–presente)
- Chris Hornbrook – bateria (2014–presente)

Ex membros
- James Gill - baixo (2002)
- Dave Miller – guitarra rítmica (2002–2005)
- Mike Glita – baixo, backing vocals (2002–2008)
- Heath Saraceno – guitarra rítmica, backing vocals (2005–2009)
- Garrett Zablocki – guitarra solo, backing vocals (2002–2011)
- Jason Black – baixo (2008–2012)
- Dan Trapp – bateria (2002–2014)
- Zack Roach – guitarra solo, backing vocals (2009–2016)
- Matt Smith - guitarra rítmica, backing vocals (2011–2016)

## Timeline
Timeline

## Discografia
- From The Depths Of Dreams (2003, EP)
- Let It Enfold You (2004)
- Still Searching (2006)
- Life is Not a Waiting Room (2008)
- The Fire (2010)
- Follow Your Bliss: The Best of Senses Fail (2012)
- Renacer (2013)
- Pull The Thorns From Your Heart (2015)